# صورة لامرأة شابة (روسو فيورنتينو)

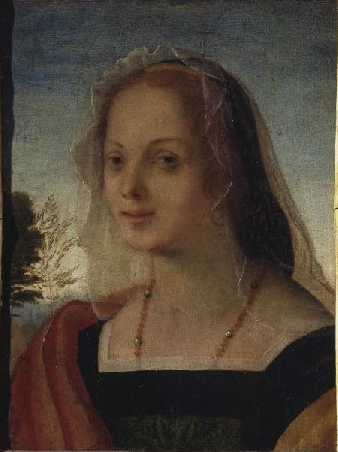
صورة لامرأة شابة (حوالي 1510) منسوبة إلى روسو فيورنتينو

صورة لامرأة شابة هي لوحة زيتية على قماش من عام 1510 تُنسب عادةً إلى روسو فيورنتينو على الرغم من أن جيوفاني لارسياني سيد المناظر الطبيعية في كريس قد تم اقتراحه مؤخرًا كفنان لها وهي الآن في أوفيزي في فلورنسا.  يُعتقد عادةً أنه عمل مبكر لروسو تم إنتاجه قبل اللوحات الجدارية لتشيوسترينو دي فوتي في سانتيسيما أنونزياتا، فلورنسا وعلى الرغم من أن أسلوبه الحاد يجعل من الصعب إعطاء إسناد محدد لروسو.